# De landsflyktige
De landsflyktige är en svensk film från 1921 i regi av Mauritz Stiller. Filmen premiärvisades 7 november 1921. 
Filmen spelades in i Filmstaden Råsunda med exteriörer från Steninge slott, Stadsgårdskajen med flera miljöer i Stockholm av Henrik Jaenzon. Som förlaga har man Runar Schildts novell Zoja från 1920 som igår i novellsamlingen Häxskogen. Det var under inspelningen av De landsflyktige, som Stiller, som sedan födseln i Helsingfors varit rysk medborgare, efter ansökan blev svensk medborgare. 

## Rollista (i urval)
- Carl Nissen – furst Ivan Ivanovitsch Barantscheff
- Karin Swanström – furstinnan Ivanovna Stefanovna Barantscheff, hans hustru
- Jenny Hasselquist – Sonja Ivanovna, deras dotter
- Nils Ohlin – Jurij Ivanovitsch, deras son
- Lars Hanson – Wladimir Andrejevitsch Michailov, revolutionär student
- Ivan Hedqvist – Andrej Andrejevitsch Mjasojedoff, bankir
- John Ekman – revolutionär studentledare
- Edvin Adolphson – revolutionär student
- Semmy Friedmann – revolutionär student
- Ann-Sofi Norin – rysk flykting
- Stina Berg – restauranggäst
- Tyra Dörum – restauranggäst
- Olof Ås – frackklädd gäst vid soarén
- Astrid Hermelin – festklädd gäst på soarén
- Anna Hofman-Uddgren – festklädd gäst på soarén
- August Schenström – frackklädd gäst på restaurangen
- Ollars-Erik Landberg – vakt vid rättegången
- Tyra Ryman

## Musik
Vid prmiärvisningen på biograf Röda Kvarn i Stockholm framfördes under ledning av Rudolf Sahlberg ryska folk- och dansvisor samt musik av Tjajkovskij, Borodin, Glinka och Rimskij-Korsakov.